# Tomie: Forbidden Fruit
Tomie: Forbidden Fruit (富江 最終章 -禁断の果実- Tomie: Saishuu-shō - kindan no kajitsu?) es una película del 2002, dirigida por Shun Nakahara, inspirado por el homónimo manga escrito y diseñado por Junji Itō.
Es el quinto largometraje de la serie Tomie, compuesta por otras siete películas. Por su interpretación, Aoi Miyazaki ganó el premio como mejor nuevo talento a los Nikkan Sports Películas Awards del 2002.

## Trama
Tomie Hashimoto es una tímida y torpe adolescente constantemente abusada de sus compañeras del colegio. Vive junto con el padre y sueña con ser una escritora. Un día, en una joyería, conoce una chica que se llama Tomie Kawakami. Las dos chicas pronto se hacen amigas y Tomie invita a su nueva amiga a su casa. 
Una vez conocida la chica, el padre de Tomie, Kazuhiko, es sorprendido por la perfecta similitud entre la nueva amiga de la hija y un suyo viejo amor de los años en los cuales estudiaba en el instituto. Tomie Kawakami le confiesa que efectivamente ella es aquella chica, que había sido matada por un amigo de Kazuhiko. El queda nuevamente hechizado por Tomie y se enamora de ella.
Una noche, Tomie Kawakami induce a Kazuhiko a matar la hija, pero el hombre la mata a ella, descuartiza su cuerpo y arroja el cadáver a un río. La hija se dirige al río y encuentra la cabeza de Tomie, que de repente empieza a hablar. La chica coge la cabeza y la lleva en un lugar escondido, empezando a cuidar de ella y sacándola a pasear en un coche de niño y dentro de una gran bolsa. El cuerpo de Tomie Kawakami mientras tanto se está regenerando.
Mientras que se encuentran en la terraza de un palacio, después de una discusión, Tomie Hashimoto lanza al vacío la cabeza de la otra Tomie, por ello empieza a llorar. Tomie Kawakami se vuelve a presentar ante Kazuhiko, pero es asesinada nuevamente por Tomie. Padre e hija llevan el cuerpo de Tomie en una fábrica donde se produce hielo y congelan a Tomie, transformándola en un gran cubo de hielo. Tomie sigue todavía viva, y ordena a Kazuhiko romper el hielo. El hombre obedece, y después besa apasionadamente a la chica. Sucesivamente, el hombre encierra con llave a su hija en una celda frigorífica y se aleja junto con Tomie.
Tomie Hashimoto es encontrada casi congelada por un trabajador de la fábrica. Una vez ya recuperada vuelve a su casa y abre un cajón que contiene una oreja perteneciente a Tomie.

## Reconocimientos
- 2002 - Nikkan Sports Película Awards
  - Mejor nuevo talento (Aoi Miyazaki)

## Conexiones a otras películas
- En una secuencia las compañeras del colegio de Tomie Kazuhiko comparan la chica a Sadako Yamamura, protagonista de Ring 0: Birthday, dirigido por Norio Tsuruta en el 2000.